# Mircea Lucescu
Mircea Lucescu (n. 29 iulie 1945, București, România) este un antrenor român de fotbal și fost jucător care ocupă funcția de selecționer al naționalei României. Este unul dintre cei mai titrați antrenori din istoria fotbalului. Ca jucător, a activat în principal la echipa Dinamo București între 1964 și 1977, iar ca antrenor a condus printre altele echipa națională a României, precum și echipele Corvinul Hunedoara, Dinamo București, Brescia, Reggiana, Rapid București, Internazionale Milano, Galatasaray, Beşiktaş Istanbul, Șahtar Donețk, Zenit Sankt Petersburg și Dinamo Kiev, iar între anii 2017 și 2019 a fost selecționer al reprezentativei Turciei. În anul 2015, Lucescu a devenit al cincilea om care a antrenat 100 de meciuri în Liga Campionilor UEFA, după Alex Ferguson, Carlo Ancelotti, Arsène Wenger și José Mourinho.

## Cariera de jucător

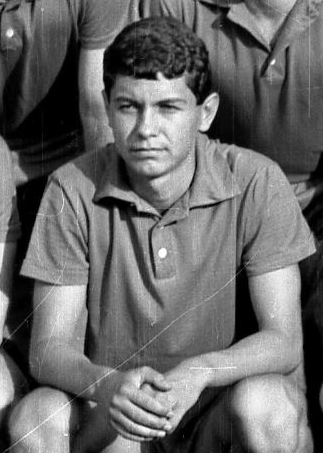
Mircea Lucescu în 1963

În 1961 este legitimat la Școala Sportivă 2 București, unde activează doi ani, după care se transferă la Dinamo București. Aici joacă doi ani, timp în care debutează și în Divizia A (21.06.1964, Dinamo - Rapid, 5-2), după care este împrumutat doi ani în divizia B la Știința București (devenită ulterior Sportul Studențesc). Revine apoi la Dinamo unde joacă până în 1977. Urmează perioada 1977-1981 la Corvinul Hunedoara unde în ultima parte a activat și ca antrenor.
Este cel mai în vârstă jucător care a jucat în Divizia A, reușind această performanță la vârsta de 45 de ani, pentru Dinamo, într-un meci împotriva echipei Sportul Studențesc din 16 mai 1990, în care s-a trecut pe foaia de joc și a intrat în minutul 76, driblând astfel suspendarea de trei luni dată de federație pentru folosirea unor jucători convocați la națională.

## Cariera de antrenor

### România

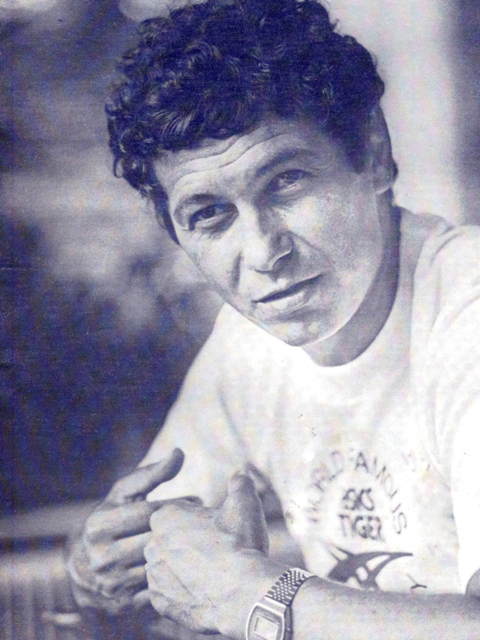
Mircea Lucescu - antrenor al echipei naționale (în anii '80).

A debutat ca antrenor în 1979, la Corvinul Hunedoara, echipă la care a ocupat poziția de antrenor-jucător timp de trei sezoane. În paralel, în 1981, a fost numit și selecționer al reprezentativei României pe care a condus-o spre prima participare din istorie la Campionatul European, în 1984. În 1985, a revenit la Dinamo București, de această dată ca antrenor. A readus primul titlu de campioană al lui Dinamo după șase ani, în anul 1990.

### Italia
A urmat o carieră lungă în Italia, la cluburile Pisa, Brescia, Reggiana și Inter Milano. Între Reggiana și Inter, a revenit pentru un an în România, la Rapid București, cu care a devenit campion în Divizia A.

### Galatasaray
În anul 2000, a ajuns în Turcia, preluând echipa Galatasaray, alături de care a câștigat Supercupa Europei contra echipei Real Madrid. Sub conducerea lui Lucescu, Galatasaray a ajuns până în sferturile de finală ale Ligii Campionilor, în sezonul 2000–01. În sferturi, Galatasaray a fost învinsă de Real Madrid. În același sezon, Galatasaray a încheiat pe locul secund în campionatul Turciei, fiind depășită de rivala Fenerbahçe. În sezonul următor, Galatasaray a ajuns în faza secundă a Ligii Campionilor și a devenit campioană a Turciei. În ciuda acestor performanțe, Lucescu a fost demis la finalul sezonului, fiind înlocuit cu Fatih Terim.

### Beşiktaş
La scurtă vreme după despărțirea de Galatasaray, în iunie 2002, Lucescu a semnat un contract cu una dintre rivalele acestora, Beşiktaş. În chiar primul sezon la conducerea noii echipe, Lucescu a condus pe Beşiktaş spre titlul de campioană, exact în anul centenarului clubului, 2003. Titlul a fost câștigat cu un record de 85 de puncte, neegalat în campionatul Turciei.
În sezonul 2003–04, Beşiktaş a fost eliminată în faza grupelor Ligii Campionilor și a pierdut apoi în Cupa UEFA, în fața echipei Valencia care avea să câștige trofeul în acel an. În campionat, Beşiktaş era lider la începutul lunii ianuarie 2004, dar pe 25 ianuarie, a jucat acasă contra lui Samsunspor, un meci în care arbitrul Cem Papila a eliminat cinci jucători de la Beşiktaş. După această partidă, prestațiile echipei au scăzut dramatic, iar Lucescu nu a mai putut opri declinul, acuzând Federația Turcă de implicare pentru a împiedica echipa sa să redevină campioană. La finalul sezonului, Lucescu a demisionat și a părăsit campionatul Turciei.

### Șahtar Donețk

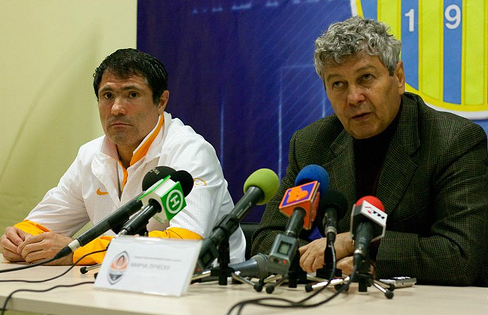
Alexandru Spiridon și Mircea Lucescu la o conferință de presă în 2009

În mai 2004, Lucescu a semnat un contract cu echipa ucraineană Șahtar Donețk și în următoarele sezoane, a transformat echipa dintr-o zonă minieră într-o campioană a Ucrainei.
Primul trofeu a venit chiar în primele sale zile de mandat, câștigând la 30 mai 2004 Cupa Ucrainei după o victorie cu 2-0 în finala cu Dnepr Dnipropetrovsk. În sezonul 2004-05, Șahtar a devenit campioană a Ucrainei, doar pentru a doua oară în istoria clubului. Au urmat alte șapte titluri de campioană a Ucrainei sub conducerea lui Lucescu, cinci fiind consecutive, între anii 2010 și 2014. În paralel, Șahtar a mai câștigat și alte cinci Cupe ale Ucrainei sub conducerea lui Lucescu.
În noiembrie 2005, la conducerea lui Șahtar, Mircea Lucescu l-a înfruntat pe fiul său, Răzvan, într-un duel între Șahtar și Rapid București, echipă antrenată de Lucescu jr. Rapid a câștigat cu 1-0, la Donețk, în grupele Cupei UEFA.
În 2009, Lucescu a adus și singurul trofeu european din vitrina lui Șahtior, câștigând Cupa UEFA. În finală, Șahtar a învins cu 2-1 formația germană Werder Bremen.
La data de 29 mai 2009, Lucescu a fost numit "Cetățean de onoare al orașului Donețk" de către consiliul local, pentru „câștigarea Cupei UEFA, dezvoltarea și popularizarea fotbalului ucrainean și îmbunătățirea autorității orașului Donețk, a regiunii Donețk și a Ucrainei în întreaga lume”.
În decembrie 2009, a refuzat propunerea de a devenit selecționer al Ucrainei în vederea Campionatului European din 2012, găzduit de Ucraina și Polonia. Refuzul a venit din dorința de a evita o nouă întâlnire cu fiul său, Răzvan devenind între timp selecționer al României.
În 2016, a anunțat că nu-și mai prelungește contractul cu Șahtar, încheind astfel o perioadă de 12 ani la conducerea clubului ucrainean.

### Zenit Sankt Petersburg
La data de 24 mai 2016, Lucescu a semnat un contract pentru două sezoane cu echipa rusă Zenit Sankt Petersburg. Însă după un singur sezon, în mai 2017, Zenit l-a demis din funcție, după ocuparea locului trei în campionat, similar cu ratarea calificării în Liga Campionilor.

### Echipa națională a Turciei
La data de 2 august 2017, Lucescu a fost numit selecționer al Turciei, înlocuindu-l pe Fatih Terim. A condus Turcia în 17 meciuri, câștigând doar patru și pierzând șapte. Și-a încheiat mandatul în februarie 2019.

### Dinamo Kiev
În 2020, Lucescu a revenit în Ucraina, preluând banca tehnică a rivalei lui Șahtar, Dinamo Kiev. Lucescu a semnat cu Dinamo un contract pentru trei sezoane, cu un salariu anual de trei milioane de euro. Fanii clubului l-au primit cu proteste, deoarece fusese multă vreme antrenorul rivalei Șahtior Donețk, și au fost pe punctul să-l determine să renunțe. În cele din urmă, a fost prezentat ca antrenor al lui Dinamo. Încă din primul sezon la conducerea lui Dinamo, Lucescu a reușit să aducă titlul de campioană în vitrina echipei din Kiev. Acesta este al nouălea său titlu de campion al Ucrainei. A demisionat de la conducerea lui Dinamo Kiev in noiembrie 2023, din cauza condițiilor dificile de la echipa ucraineană în urma Războiului din Ucraina.

### Reîntoarcerea la naționala României
În august 2024, după ce contractul lui Edward Iordănescu cu Federația Română de Fotbal s-a încheiat, Lucescu a acceptat oferta de a reveni la conducerea primei reprezentative a României, cu obiectivul de calificare la Mondialul din 2026.

## Viața personală
Lucescu a învățat încă din tinerețe șase limbi străine: engleza, portugheza, spaniola, italiana, franceza și rusa. În perioada în care a antrenat în România, și-a dus deseori jucătorii la teatru și le-a cerut să citească mai multe cărți decât să meargă la restaurante, de asemenea împingându-și jucătorii de la spate să urmeze cursuri universitare.
Pe 23 martie 2000, Mircea Lucescu s-a înscris în Partidul Umanist Român (PUR), condus de Dan Voiculescu.
Fiul său, Răzvan Lucescu, a fost de asemenea fotbalist și a devenit apoi antrenor, în prezent conducând clubul PAOK Salonic din Grecia.
La 15 iulie 2009, Lucescu a suferit un pre-infarct, fiind operat de urgență pe inimă, la un spital din Donețk.
La data de 6 ianuarie 2012, a fost implicat într-un accident rutier cu un tramvai, în București, fiind rănit.

## Titluri
Ca jucător la Dinamo, Lucescu a câștigat șapte titluri în campionatul român, în edițiile 1963-64, 1964-65, 1970-71, 1972-73, 1974-75, 1976-77 și 1989-90.
Câștigător al Cupei UEFA în anul 2009 cu echipa sa Șahtar Donețk. A fost ultima finală a cupei UEFA, ea transformându-se în Europa League.
Cifrele carierei sale: 361 de jocuri/78 goluri în prima divizie, 70 în echipa națională, 15 în cupele europene.
În toamna anului 1981 a preluat conducerea tehnică a naționalei, pentru ca un an mai târziu, să devină și director tehnic al F.R.F., calitate în care a reușit calificarea tricolorilor la turneul final al Cupei Europene din 1984 din Franța, într-o grupă de "foc". Din 1986 a trecut la Dinamo, încununându-și munca cu un event campionat-cupă (1989-1990), atingând totodată "sferturile" Cupei Cupelor (1988-1989) și semifinalele aceleiași competiții (1989-1990).
Cu Brescia a reușit două promovări în Serie A, urmate însă, de tot atâtea retrogradări. Din 1997-1998 a revenit în țară, preluând Rapidul, cu care a reușit un titlu (1998-1999) și o cupă (1997-1998). Din decembrie 1998 pentru scurt timp a devenit antrenor al celebrei echipe Internazionale Milano.
În sezonul 2000-2001 a preluat pe Galatasaray, cu care a cucerit Supercupa Europei.
Este considerat unul dintre cei mai valoroși tehnicieni din istoria fotbalului românesc, deținând recordul jocurilor conduse pe banca echipei naționale, 59.
În martie 2008 a fost decorat cu Ordinul „Meritul Sportiv” clasa a III-a, „în semn de apreciere pentru participarea la Turneul Final al Campionatului Mondial de Fotbal din anul 1970 din Mexic și pentru întreaga activitate”.
De asemenea, este câștigător al Cupei UEFA în anul 2009 cu echipa Șahtior Donețk, performanță în urma căreia a fost decorat cu Ordinul național Steaua României în grad de Cavaler.
Gazeta Sporturilor i-a acordat titlul Antrenorul anului în România în anii: 2004, 2010, 2012, 2014 și 2021.
Ca tehnician, este cunoscut pentru criticarea arbitrajelor.

## Palmares

### Jucător
Dinamo București
- Divizia A: 1963-64, 1964-65, 1970-71 , 1972–73, 1974–75, 1976–77, 1989–90
- Cupa României: 1967–68

Corvinul Hunedoara
- Divizia B: 1979–80

Individual
- Fotbalistul român al anului (locul al patrulea): 1971,

### Antrenor
Corvinul Hunedoara
- Divizia B: 1979–80

Dinamo București
- Divizia A 1989–90

- Cupa României: 1985-86, 1989-90

Brescia
- Seria B: 1991-92
- Cupa anglo-italiană: 1993-94

Rapid București
- Divizia A: 1998–99
- Cupa României: 1997–98
- Supercupa României: 1999

Galatasaray
- Süper Lig: 2001-02
- Supercupa UEFA: 2000

Beşiktaş
- Süper Lig: 2002-03

Shakhtar Donețk
- Prima ligă ucraineană (8): 2004–05, 2005–06, 2007– 08, 2009–10, 2010–11, 2011–12, 2012–13, 2013–14
- Cupa Ucrainei (6): 2003-04, 2007-08, 2010-11, 2011–12, 2012–13, 2015–16
- Supercupa Ucrainei (7): 2005, 2008, 2010, 2012, 2013, 2014, 2015
- Cupa UEFA: 2008-09

Zenit Sankt Petersburg
- Supercupa Rusiei: 2016

Dinamo Kiev
- Prima ligă ucraineană: 2020-21
- Cupa Ucrainei: 2020-21
- Supercupa Ucrainei: 2020

Individual
- Gazeta Sporturilor Antrenorul anului României: 2004, 2010, 2012, 2014, 2021

- Antrenorul european al anului – Premiul Alf Ramsey: 2009

- Ukrainian Premier League Managerul lunii (3): 2020-21 (martie, aprilie, mai),

Ordine
- Ordinul de merit (Ucraina) gradul III (2006)[33]

- Ordinul Meritul Sportiv (România) grad III (2008)[34][35]

- Ordinul Stelei României (2009)[36]

- Ordinul de merit (Ucraina) gradul II (2009)[36]

- Ordinul de merit (Ucraina) Gradul I (2011)[37]

- Cetățean de onoare al Donețk[38]